# Cinara cupressivora
Cinara cupressivora là một loài côn trùng trong họ Aphididae. Loài này được Watson & Voegtlin miêu tả khoa học đầu tiên năm 1999.
Đây là loài gây hại của cây Cupressus lusitanica, phát triển phổ biến ở Burundi.